# Cebrio germari
Cebrio germari é uma espécie de insetos coleópteros polífagos pertencente à família Elateridae.
A autoridade científica da espécie é Jacquelin du Val, tendo sido descrita no ano de 1860.
Trata-se de uma espécie presente no território português.